# Nakon
Nakon (ur. ?, zm. 965 lub 966) – książę Obodrytów, wymieniony po raz pierwszy w źródłach w kronice Widukinda z Korbei jako jeden z przywódców słowiańskiego powstania przeciwko władzy Sasów. Po śmierci innego władcy obodryckiego, Stojgniewa, (prawdopodobnie byli to bracia, tak twierdzi w swej kronice Thietmar z Merseburga) w 955 został jedynowładcą. Według relacji Ibrahima ibn Jakuba, Nakon posiadał twierdzę o nazwie Garad "zbudowaną na jeziorze o wodzie słodkiej". Tenże kronikarz wymienia Nakona jako jednego z czterech królów słowiańskich.

Prawdopodobnie jego synami byli Mściwoj książę Obodrytów i Żelibór władca Wagrów.